# أنتوني هويل (ممثل)
أنتوني هويل (بالإنجليزية: Anthony Howell)‏ هو ممثل بريطاني، ولد في 27 يونيو 1971 في المملكة المتحدة.

## وصلات خارجية
- أنتوني هويل على موقع IMDb (الإنجليزية)
- أنتوني هويل على موقع ألو سيني (الفرنسية)
- أنتوني هويل على موقع أول موفي (الإنجليزية)
- أنتوني هويل على موقع قاعدة بيانات الفيلم (الإنجليزية)
- أنتوني هويل على موقع كينوبويسك (الروسية)